# بیبراتی
بیبراتی (به فرانسوی: Bibracte) یک منطقهٔ مسکونی در فرانسه است که در Saint-Léger-sous-Beuvray واقع شده‌است.